# FC Kickers Luzern
Der FC Kickers Luzern ist ein Schweizer Fussballverein aus der Stadt Luzern. Der Verein spielt aktuell in der 2. Liga interregional, der fünften Spielklasse der Schweiz.

## Geschichte
Der Verein wurde am 1. Juli 1907 gegründet. Bereits zuvor wirkten einige der Gründer des FCK im regionalen Fussball mit. Der grosse Bruder, der FC Luzern, war bereits im Jahr 1901 entstanden. In den turbulenten ersten Jahren gab es nicht nur Fussballbegeisterte, sondern auch solche, die enttäuscht von den Ergebnissen beim FC Luzern waren. 
1907 verliessen einige deshalb den FCL und schlossen sich dem kleinen FC Helvetia an. Der FC Helvetia war einer von vielen Quartiervereinen, die sich später auflösten oder an grosse anschlossen. Aus dem FC Helvetia heraus wurde der FCK am 4. Dezember 1907 im Restaurant Schmiedstube gegründet. Die Farben Rot-Schwarz standen bei der Gründungsversammlung schnell fest, aber länger dauerte die Entscheidung für einen Vereinsnamen, da sowohl Concordia, Blue Stars und Kickers zur Auswahl standen. 
2005 stieg der FC Kickers Luzern nach 43 Jahren erneut in die höchste Amateur-Liga der Schweiz auf. Nach zwei turbulenten und interessanten Saisons – mit zwei ganz unterschiedlichen Gesichtern – musste sich der Verein wieder in die vierthöchste Liga begeben.
2017 stieg der FC Kickers Luzern wieder in die 1. Liga auf, der vierthöchsten Spielklasse der Schweiz. Er stieg bereits im Jahr 2018 wieder ab und spielt seither in der 2. Liga interregional. 

## Stadion
Das alte Stadion Alpenquai wurde 1962 abgerissen und drei Jahre wurde auf fremden Plätzen gespielt. Am 14. August 1965  wurde der Sportplatz Tribschen eingeweiht, wo der FC Kickers ein eigenes Stadion erhielt. Zwischen Eisfeld, Emmi-Hauptsitz und dem Jugendhaus Treibhaus gelegen, gehört das Kickers-Areal mit Haupt- und Trainingsplatz nach verschiedenen Sanierungen zu den schönsten der Innerschweiz.

## Erfolge
- 1936/37 Aufstieg in die zweithöchste Spielklasse (Arbon 3:2;1:1)
- 1957/58 Cupspiel gegen den FC Lugano (1:1;0:5)
- 1961/62 Cupspiele gegen den FC Bodio/NLB (2:2;1:0) und den FC Zürich (1:3)
- 1962/63 Aufstieg in die 1. Liga
- 1971/72 Aufstieg in die 2. Liga
- 1979/80 Aufstieg in die 2. Liga
- 1992/93 Aufstieg in die 2. Liga
- 2000/01 Aufstieg in die 2. Liga Inter
- 2004/05 Cupspiel gegen den späteren Cupsieger FC Zürich (1:4)
- 2004/05 Aufstieg in die 1. Liga
- 2011/12 Aufstieg in die 2. Liga Inter
- 2014/15 Aufstieg in die 2. Liga Inter
- 2016/17 Aufstieg in die 1. Liga